# Meschetský hřbet
Meschetský hřbet, též Adžarsko-imeretský hřbet (gruzínsky მესხეთის ქედი, Meschetis kedi, též gruzínsky აჭარა-იმერეთის ქედი, Adžari-Imeretis kedi) je pohoří v Malém Kavkazu v Gruzii. Táhne se západovýchodním směru v délce 150 km od pobřeží Černého moře v Adžárie na západě až po Bordžomskou soutěsku na řece Kuře na východě, odkud pokračuje ve východním směru jako Trialetský hřbet. Jeho šířka dosahuje 45 km.
Na jihu je řekou Adžarisckali a sedlem Goderdzi oddělen od Arsiánského hřbetu.
Vyznačuje se vysokým stupněm srážek, kolem 4500 mm/rok.
Nejvyšším vrcholem s nadmořskou výškou 2 850 m je Mepisckaro (gruzínsky შავიკლდე) na souřadnicích 41°50′27″ s. š., 42°39′47″ v. d..